# Pyralis fumipennis
Pyralis fumipennis is een vlinder uit de familie snuitmotten (Pyralidae). De wetenschappelijke naam van deze soort is voor het eerst geldig gepubliceerd in 1889 door Butler.
De soort komt voor in tropisch Afrika.